# Valle de San Luis

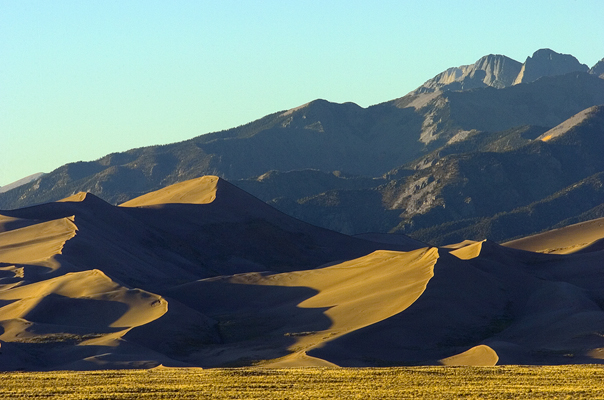
Parque Nacional Grandes Dunas de Arena

El Valle de San Luis (San Luis Valley) es una cuenca en los estados de Colorado y Nuevo México (Estados Unidos), cubriendo 21 000 km² aproximadamente a una altitud media de 2336 m.
Está en la parte más alta del acantilado del Río Bravo, el cual en las montañas del valle de San Juan, al oeste del de San Luis y fluye hasta Nuevo México. El valle mide unos 196 km de largo y 119 de ancho.
- Datos: Q649768
- Multimedia: San Luis Valley / Q649768